# Aegus currani
Aegus currani là một loài bọ cánh cứng trong họ Lucanidae. Loài này được Felsche mô tả khoa học năm 1912.